# Municipio de Howard (Míchigan)
El municipio de Howard (en inglés: Howard Township) es un municipio ubicado en el condado de Cass en el estado estadounidense de Míchigan. En el año 2010 tenía una población de 6207 habitantes y una densidad poblacional de 67,91 personas por km².

## Geografía
El municipio de Howard se encuentra ubicado en las coordenadas 41°51′20″N 86°10′1″O / 41.85556, -86.16694. Según la Oficina del Censo de los Estados Unidos, el municipio tiene una superficie total de 91.4 km², de la cual 89.42 km² corresponden a tierra firme y (2.17%) 1.98 km² es agua.

## Demografía
Según el censo de 2010, había 6207 personas residiendo en el municipio de Howard. La densidad de población era de 67,91 hab./km². De los 6207 habitantes, el municipio de Howard estaba compuesto por el 92.17% blancos, el 3.79% eran afroamericanos, el 0.47% eran amerindios, el 0.37% eran asiáticos, el 0.02% eran isleños del Pacífico, el 1.22% eran de otras razas y el 1.97% pertenecían a dos o más razas. Del total de la población el 2.53% eran hispanos o latinos de cualquier raza.